# Старостино (Волынская область)
Старостино (укр. Старостине) — село в Ратновской поселковой общине Ковельского района Волынской области Украины.
До 2020 года входило в Ратновский район.
Код КОАТУУ — 0724286007. Население по переписи 2001 года составляет 177 человек. Почтовый индекс — 44108. Телефонный код — 3366. Занимает площадь 0,399 км².